# Königsdorf (Burgenland)
Königsdorf is een gemeente in de Oostenrijkse deelstaat Burgenland, gelegen in het district Jennersdorf (JE). De gemeente heeft ongeveer 800 inwoners.

## Geografie
Königsdorf heeft een oppervlakte van 15,7 km². Het ligt in het uiterste zuidoosten van het land.
Deutsch Kaltenbrunn · Eltendorf · Heiligenkreuz im Lafnitztal · Jennersdorf · Königsdorf · Minihof-Liebau · Mogersdorf · Mühlgraben · Neuhaus am Klausenbach · Rudersdorf · Sankt Martin an der Raab · Weichselbaum